# Zaopatrzenie
Zaopatrzenie – wszystkie środki materiałowo-techniczne wykorzystywane do wyposażenia, wsparcia i utrzymania wojska.
Z tym pojęciem wiąże się także termin:
- zaopatrzenie zasadnicze (ładunek zasadniczy) – produkty, istotne z punktu widzenia dalszego prowadzenia wojny w okresie przetrwania lub do zapewnienia przetrwania narodu w tym okresie, i które powinny być rozładowane tak szybko jak pozwalają na to okoliczności. Obejmują pożywienie, produkty rafinacji ropy, oleje, smary i zaopatrzenie medyczne.
- punkt zaopatrywania – jest to każdy punkt, w którym wydawane są poszczególne środki materiałowe.